# Fenoarivo Atsinanana
Pour les articles homonymes, voir Fenoarivo.
Fenoarivo Atsinanana ((fr) Fénérive-Est ou juste Fénérive) est une ville malgache ayant statut de commune urbaine, située dans la région d'Analanjirofo (ex-province de Toamasina), dans l'est de Madagascar. La population était 48 172 habitants en 2021.

## Géographie
Fenoarivo Atsinanana est située sur la côte est de Madagascar, à environ 103 km au nord de la ville de Toamasina et à 58 km au sud de Soanierana Ivongo le long de la route nationale 5 menant à Maroantsetra.

### Climat
Fénérive-Est a un climat tropical avec des précipitations notables tout au long de l'année. La température moyenne annuelle est de 23.1 °C et les précipitations annuelles moyennes sont d'environ 2710 mm.
|                 | Janvier | Février | Mars | Avril | Mai  | Juin | Juillet | Août | Septembre | Octobre | Novembre | Décembre |
| --------------- | ------- | ------- | ---- | ----- | ---- | ---- | ------- | ---- | --------- | ------- | -------- | -------- |
| Temp. min. (°C) | 23.4    | 23.5    | 23.3 | 22.6  | 21.3 | 19.8 | 18.7    | 18.7 | 19.2      | 20.4    | 21.7     | 23.0     |
| Temp. moy. (°C) | 25.4    | 25.5    | 25.0 | 24.2  | 22.9 | 21.3 | 20.3    | 20.4 | 21.1      | 22.5    | 23.8     | 25.0     |
| Temp. max. (°C) | 27.8    | 27.7    | 27.0 | 26.2  | 24.8 | 23.1 | 22.1    | 22.4 | 23.1      | 24.6    | 26.0     | 27.3     |
| Précip. (mm)    | 317     | 370     | 366  | 247   | 231  | 222  | 244     | 171  | 121       | 113     | 115      | 193      |
| Jours de pluie  | 18      | 17      | 20   | 19    | 19   | 19   | 20      | 18   | 17        | 16      | 15       | 18       |
| Humidité (%)    | 85%     | 85%     | 86%  | 84%   | 84%  | 82%  | 83%     | 81%  | 80%       | 80%     | 81%      | 83%      |

## Histoire
Jadis, cette ville abritait un port de pirates et un comptoir de commerce entre les Européens et les populations locales appelé, le peuple Betsimisaraka qui occupait le territoire,. Ce peuple avait un roi appelé, Ratsimilaho, il est enterré sur un îlot appelé, Nosy Akoho qui se situe en face de Fénérive-Est.
Au XVIIIe siècle, la Compagnie des Indes, suivie par le Roi, avait établi un poste secondaire à Fénérive-Est. Vers 1780, ce poste comprenait une enceinte de bambou, deux magasins et quatre bâtiments.
Dans les années 1820, le roi Radama Ier fit ériger deux forts (fort de Vohimasina et fort de Betampona) situés au sud-ouest de la ville,.
Le 30 novembre 2018, est inauguré le nouveau Palais de justice.
Le 27 mai 2022, l'UNICEF inaugure son bureau à Fénérive-Est pour la Région Analanjirofo.
Le 21 avril 2024, marque l'inauguration de l’Université d’Analanjiroflo pouvant accueillir 1 500 étudiants.

## Administration
La ville de Fenoarivo Atsinanana est le chef-lieu de la région d'Analanjirofo et du district homonyme.

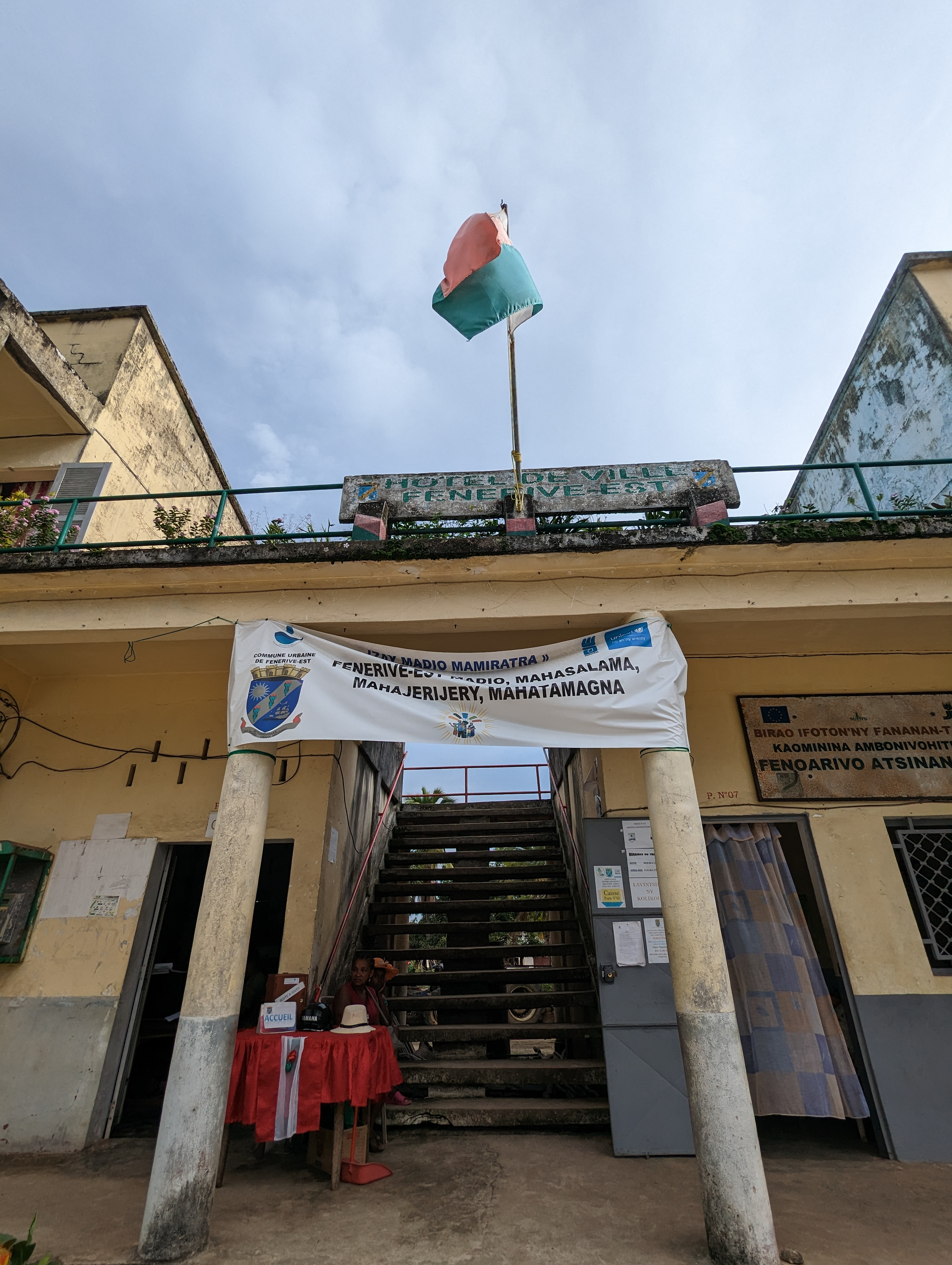
Mairie
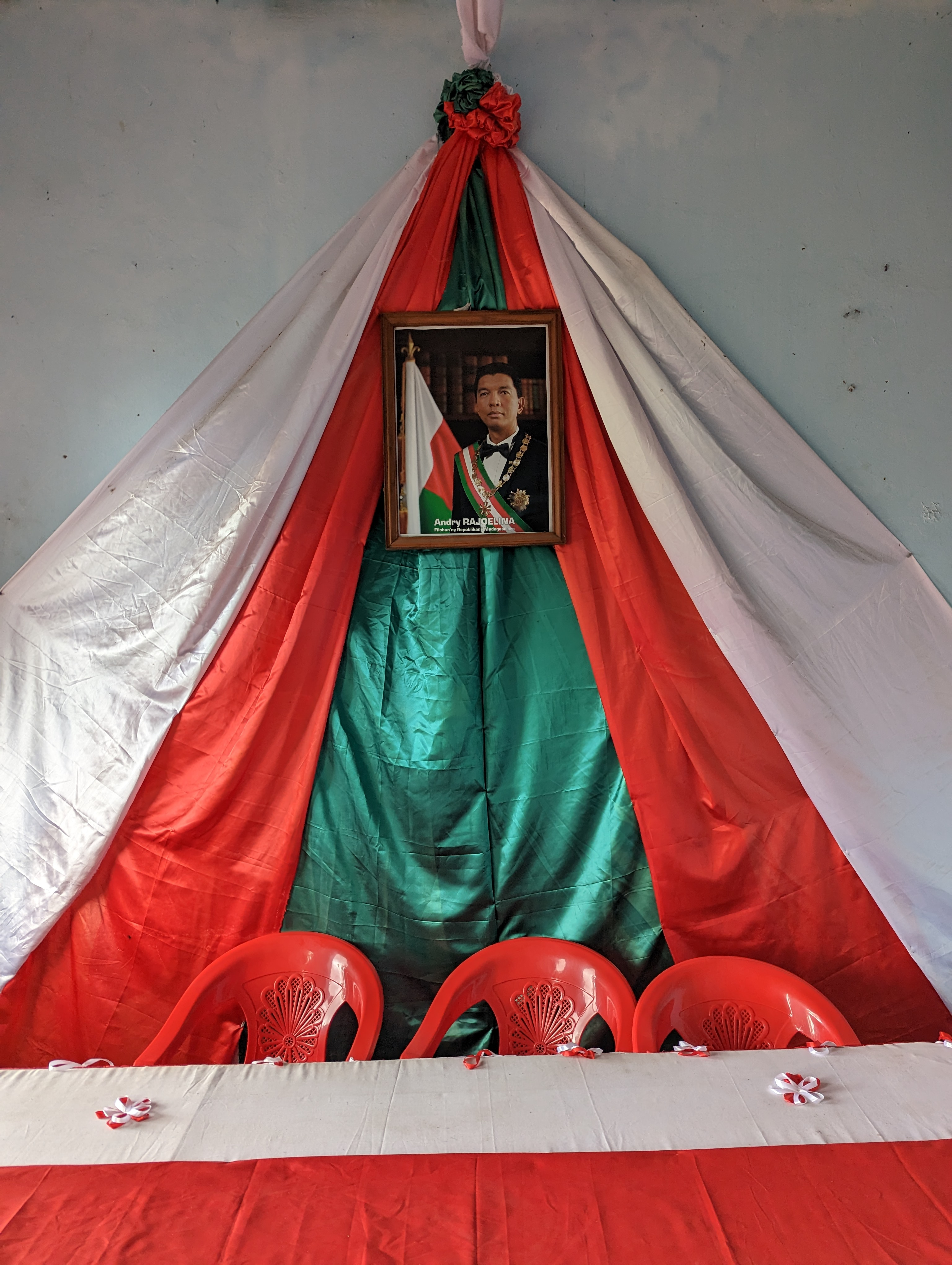
Salle de la mairie
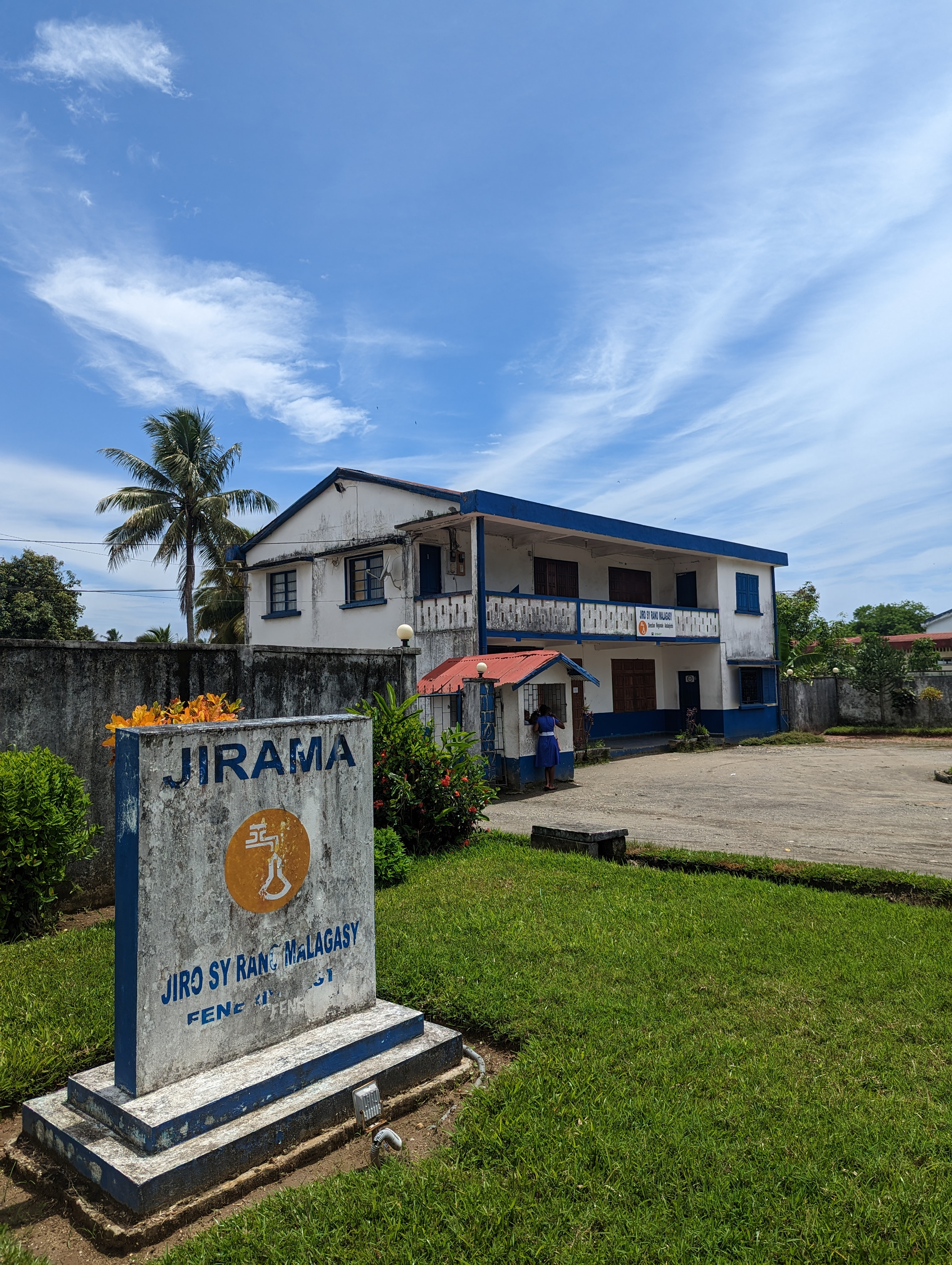
Jirama

La commune est composée de cinq fokontany: 
|   | Fokontany     | Population |
| - | ------------- | ---------- |
| 1 | Mahavelonkely | 4 393      |
| 2 | Andranofeno   | 10 800     |
| 3 | Sahavola      | 12 120     |
| 4 | Amparantanana | 8 741      |
| 5 | Ampasipotsy   | 12 118     |
|   | Total         | 48 172     |

## Économie
L'économie locale de la région de Fénérive-Est est connu pour son agriculture que ce soit pour la culture de la vanille, de litchis et du clou de girofle. La pêche locale et l'élevage sont aussi pratiqués, ainsi que l'artisanat. Différents produits sont vendus au marché couvert de la ville, aussi appelé, Bazar Be.

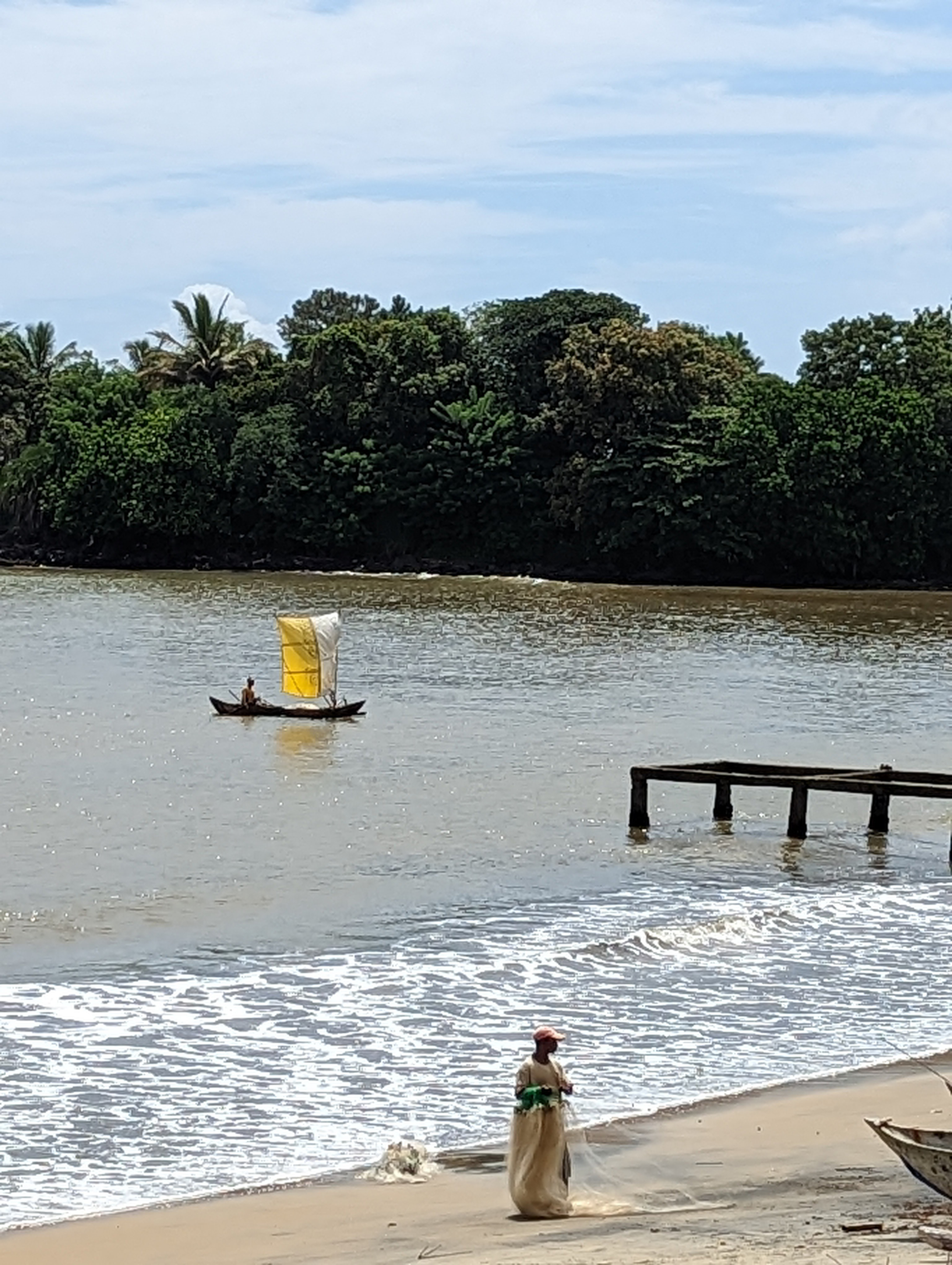
Pêcheurs
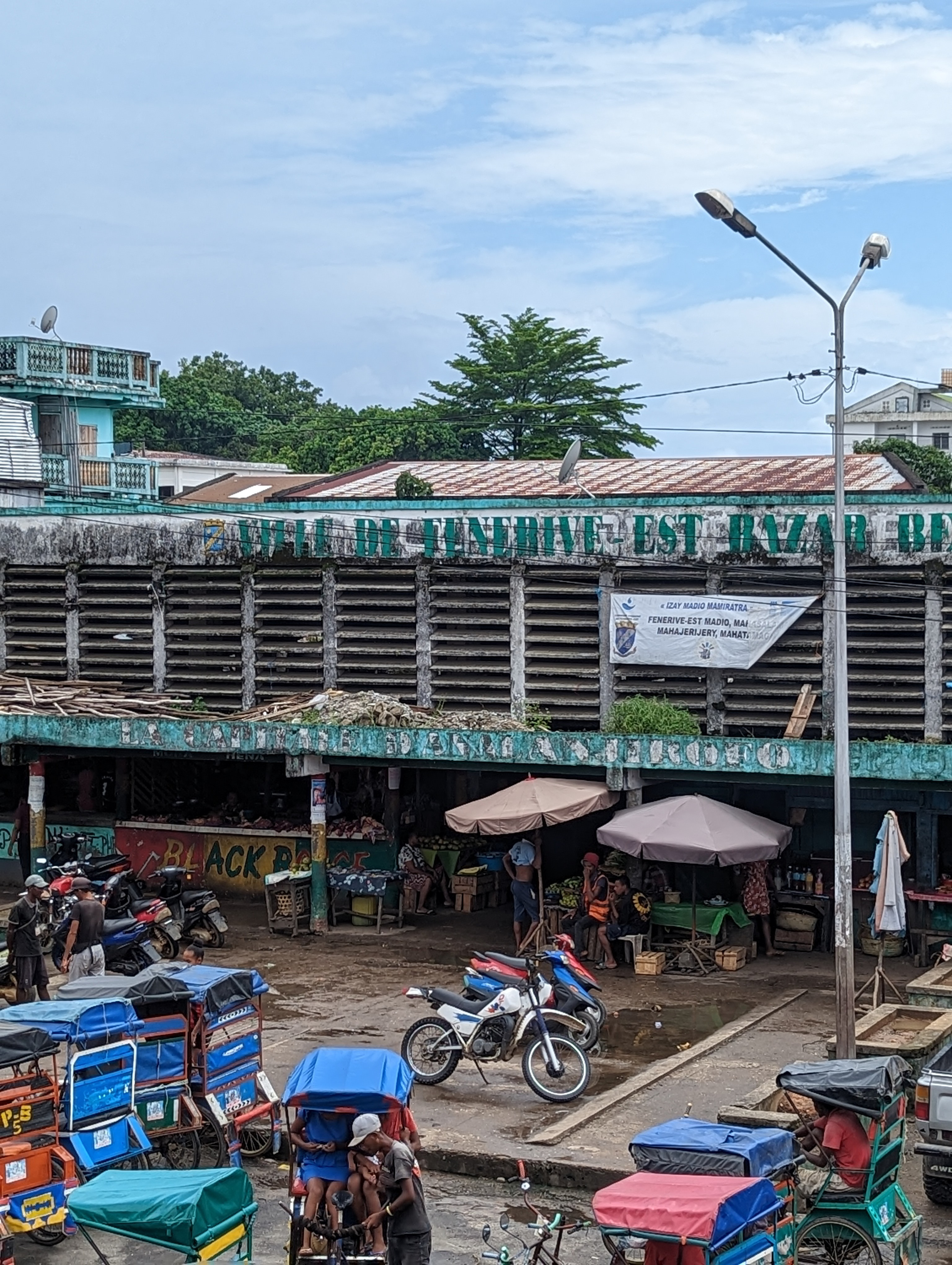
Marché public
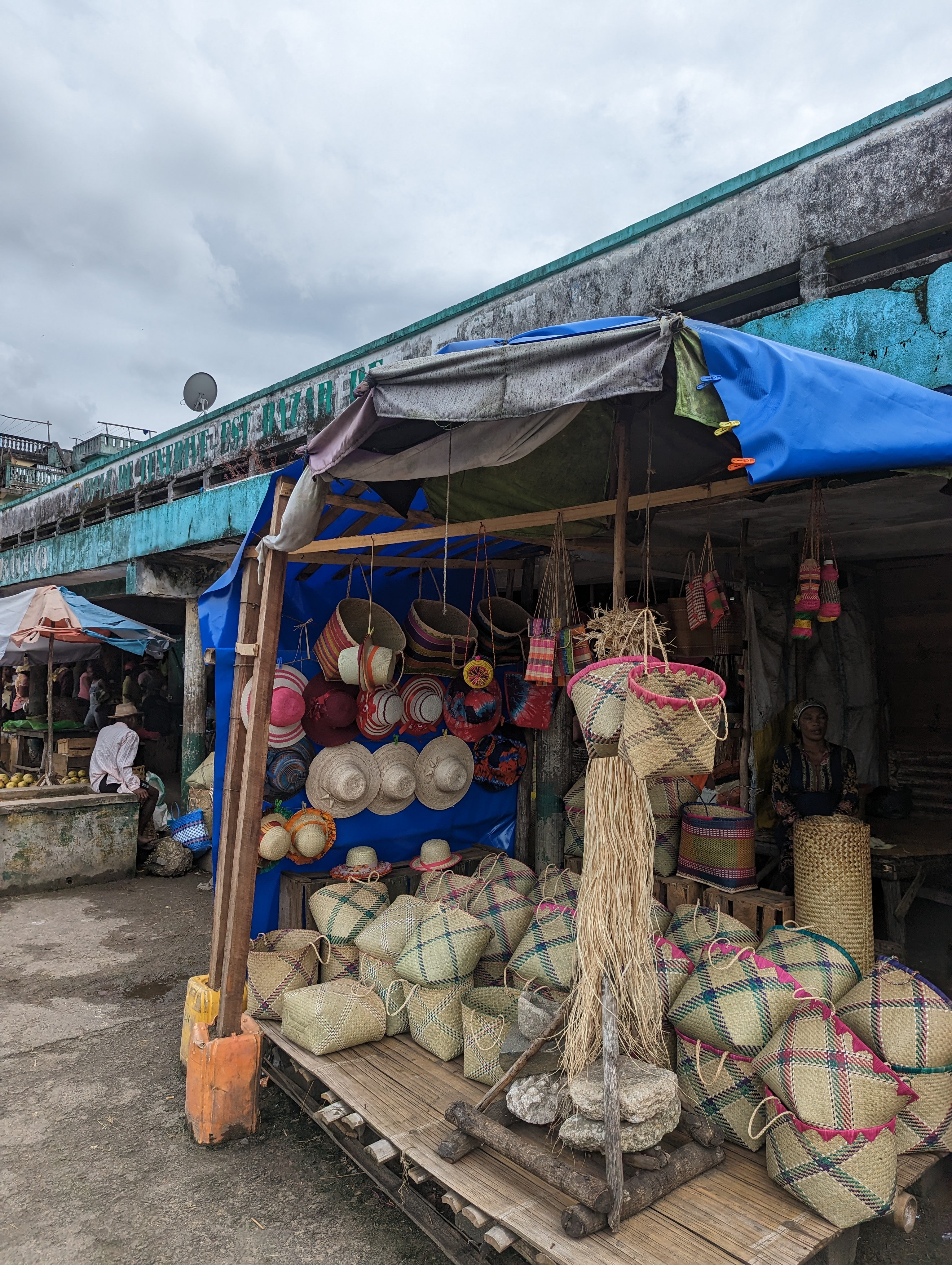
Artisanat

### Tourisme
Cette ville est une halte fréquente pour de nombreux touristes en route vers Soanierana Ivongo, point de départ de la navette pour l'Île Sainte-Marie. Même si la ville ne dispose pas de sites touristiques majeurs, l'avenue de l'Indépendance vaut le détour pour son charme unique. De plus, à deux kilomètres de la ville, il est possible de visiter les vestiges de l'ancien fort de Vohimasina, ainsi qu'un ancien phare situé à proximité.
,,. À noter que les canons situés à côté de la plaque commémorative sur l'avenue de l'Indépendance proviennent du fort de Vohimasina. Un autre point d'intérêt à observer est un ancien phare qui se dresse sur le bord de mer de la ville. On trouve près de la plage de « La Piscine » quelques petits gîtes et hôtels, ainsi que des logements en location. Toutefois, selon la commune urbaine de Fénérive-Est (CUF), plusieurs obstacles freinent le secteur touristique, tels que la faible valorisation du patrimoine, l'état déplorable des routes, l'absence d'aménagement urbain et la faiblesse des infrastructures d'accueil.

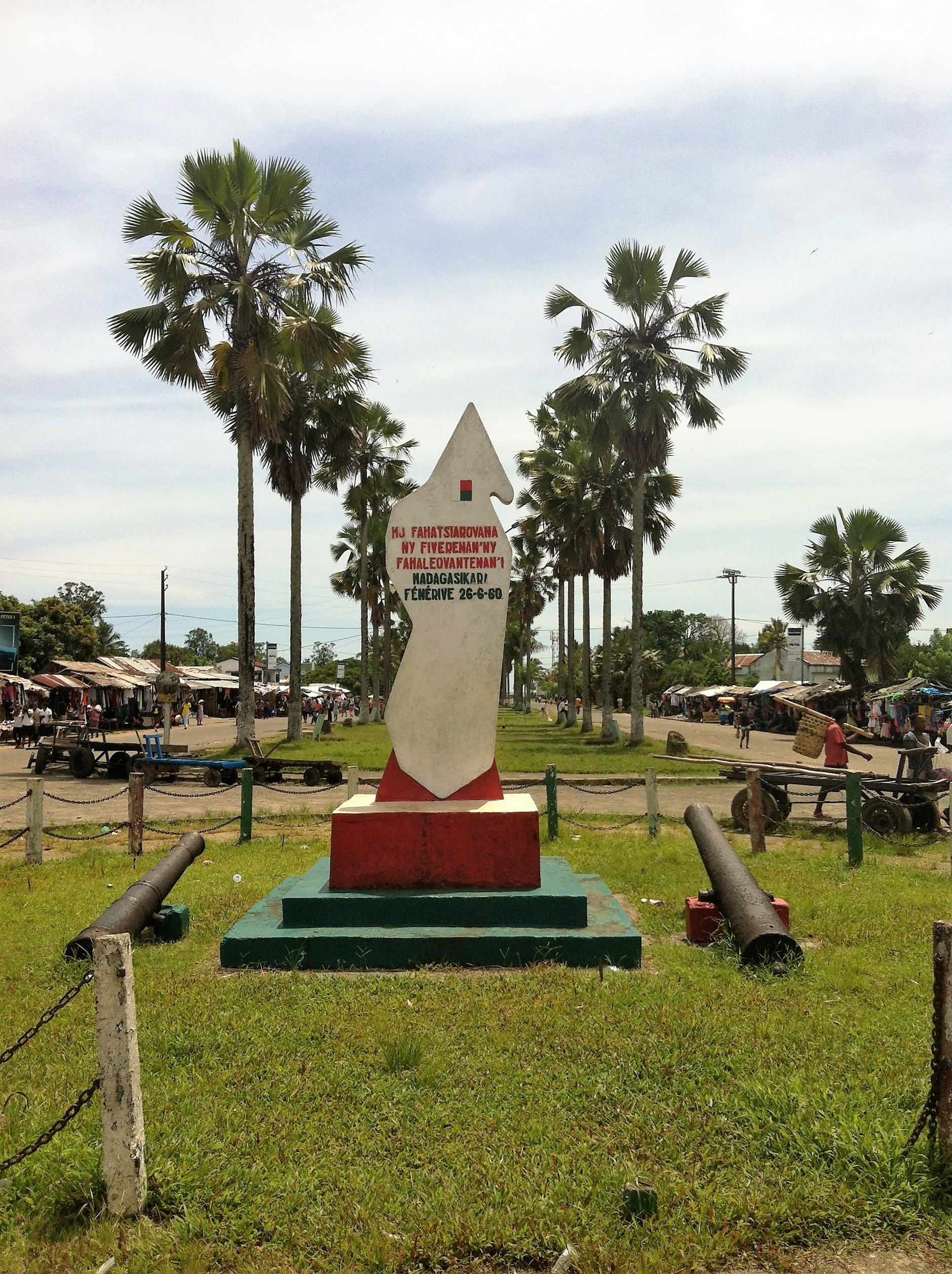
Avenue de l'Indépendance
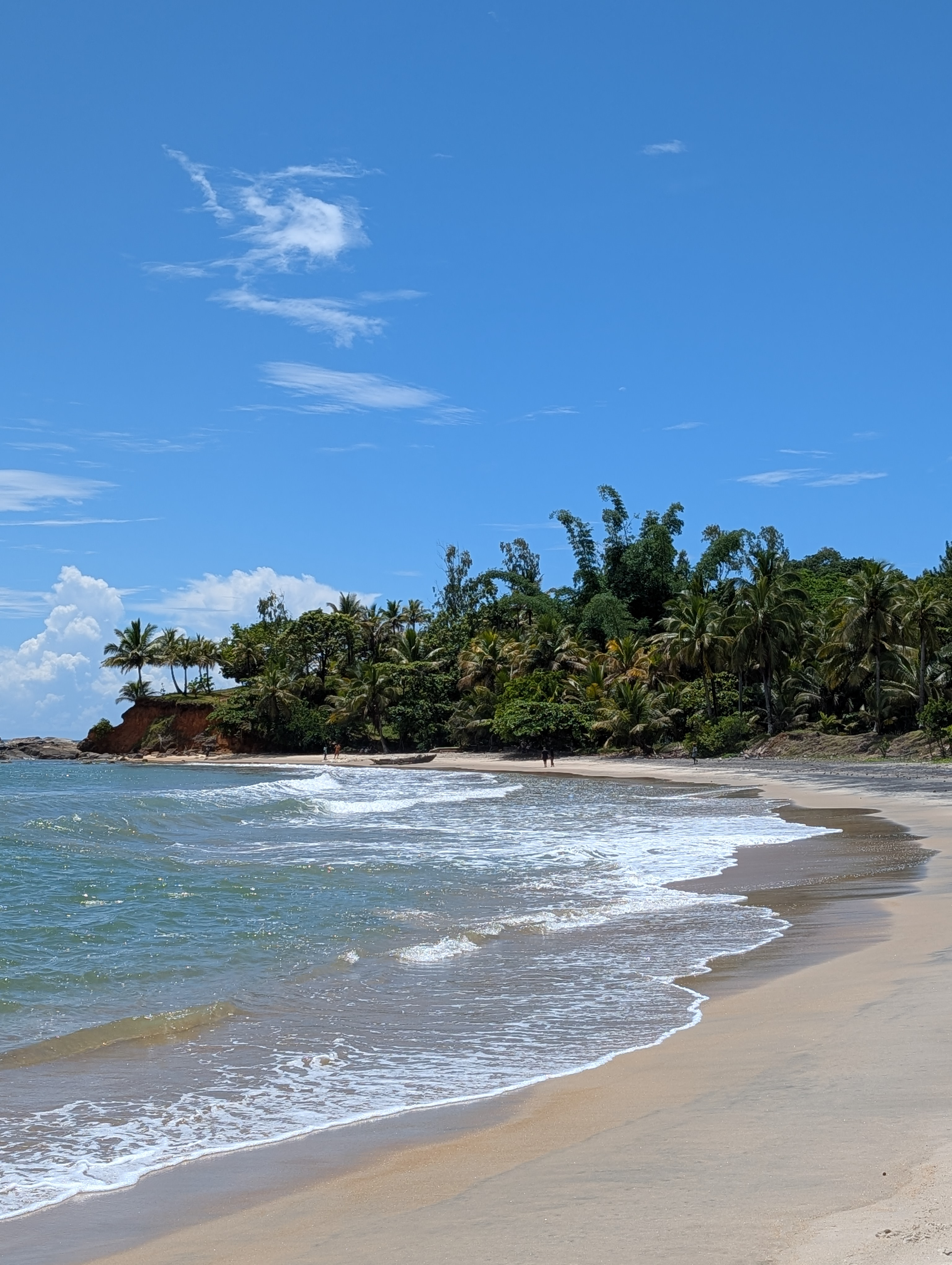
Plage de « La Piscine »
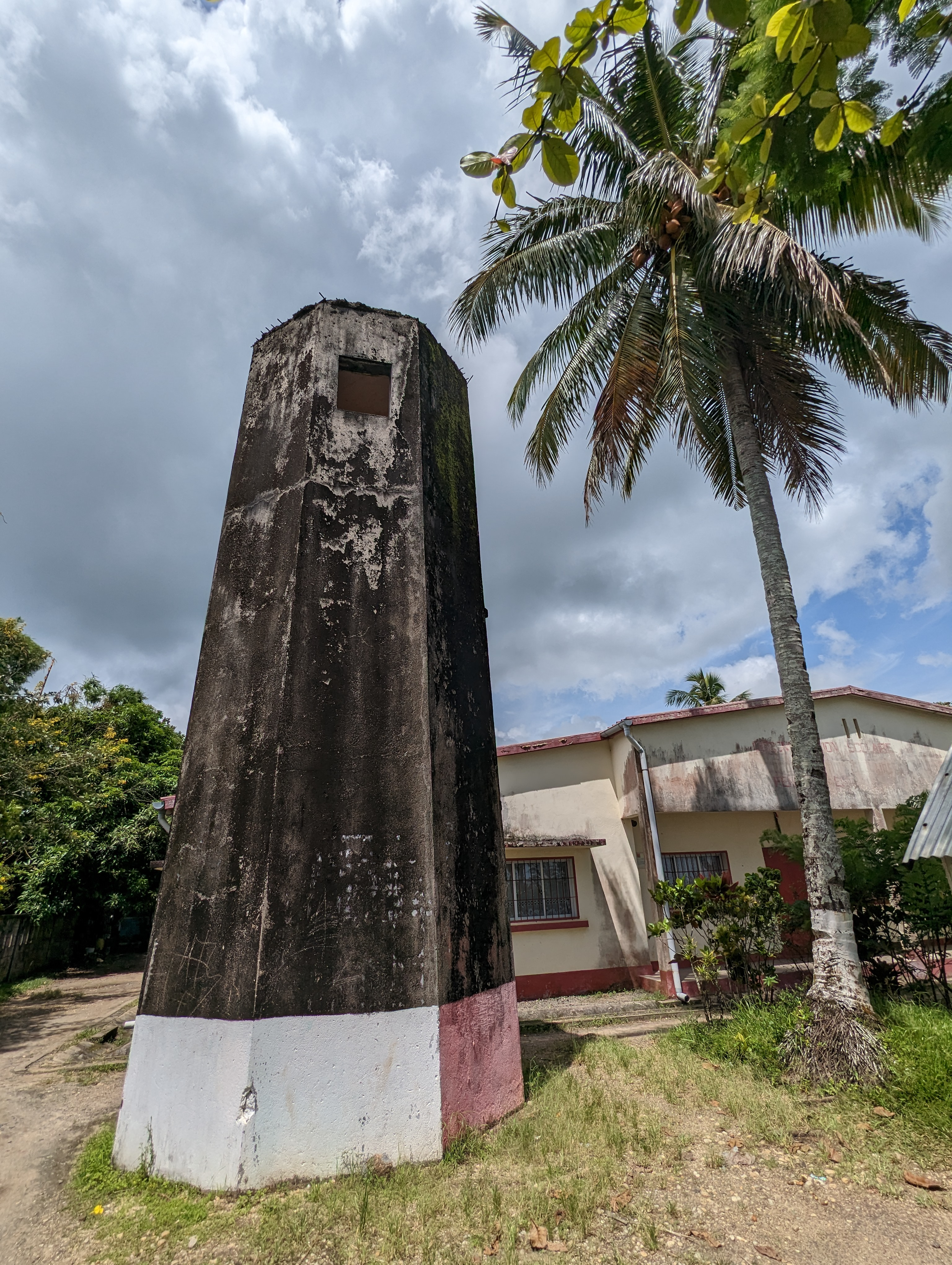
Ancien phare
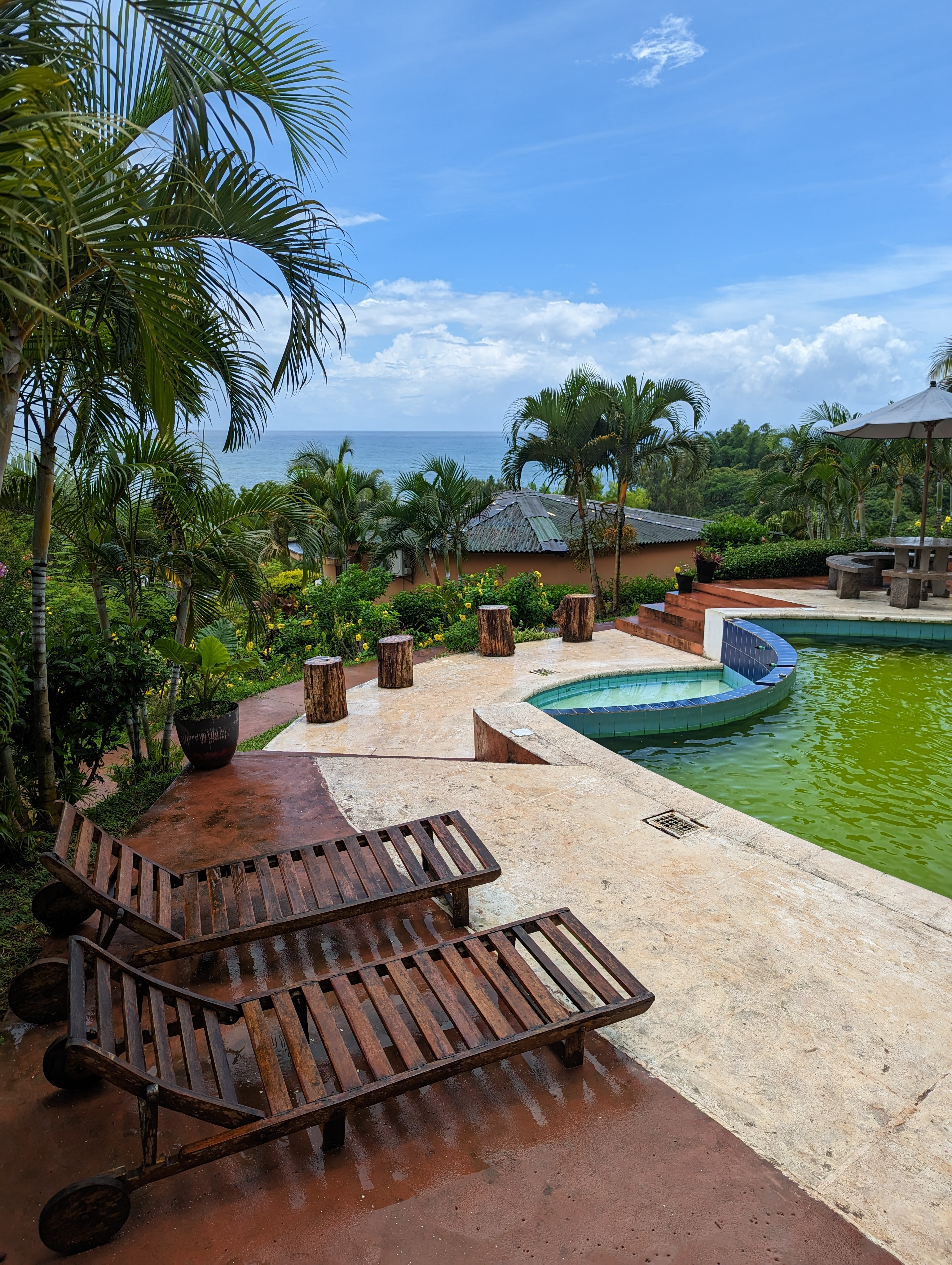
Hôtel lodge

## Transports
La condition actuelle de la route nationale 5 menant à Fénérive-Est est très mauvaise. Les cyclo-pousses sont omniprésents dans la ville. Cependant, plutôt que d'améliorer la fluidité du trafic urbain, ces derniers sont devenus un sérieux obstacle à la circulation. Bien que l'absence d'une gare routière officielle et physique pour les taxi-brousses assurant les liaisons régionales et nationales présente des inconvénients, elle demeure problématique. En effet, leurs véhicules, stationnés au bord de la route, constituent un danger immédiat pour la circulation urbaine.

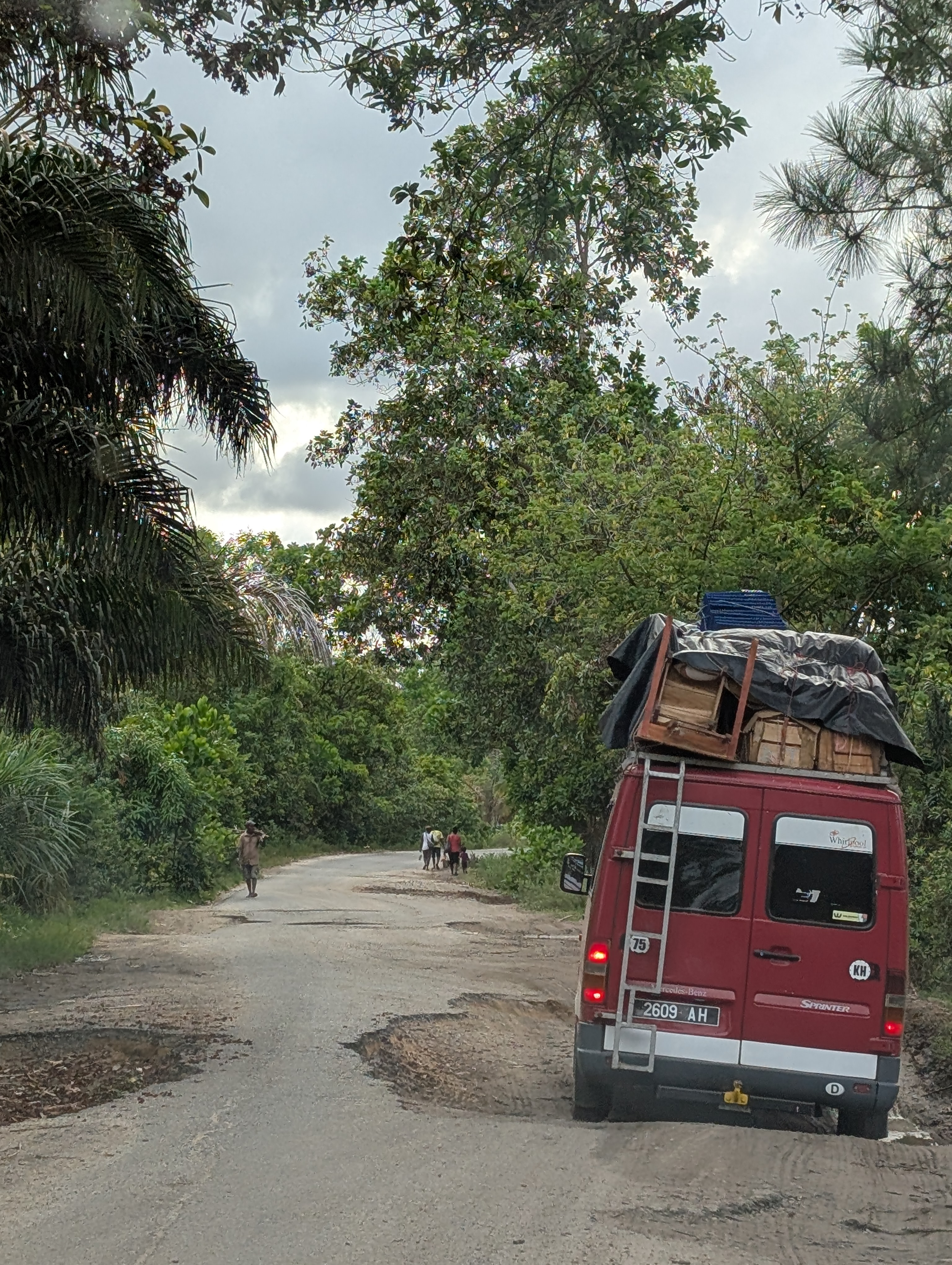
Route nationale 5
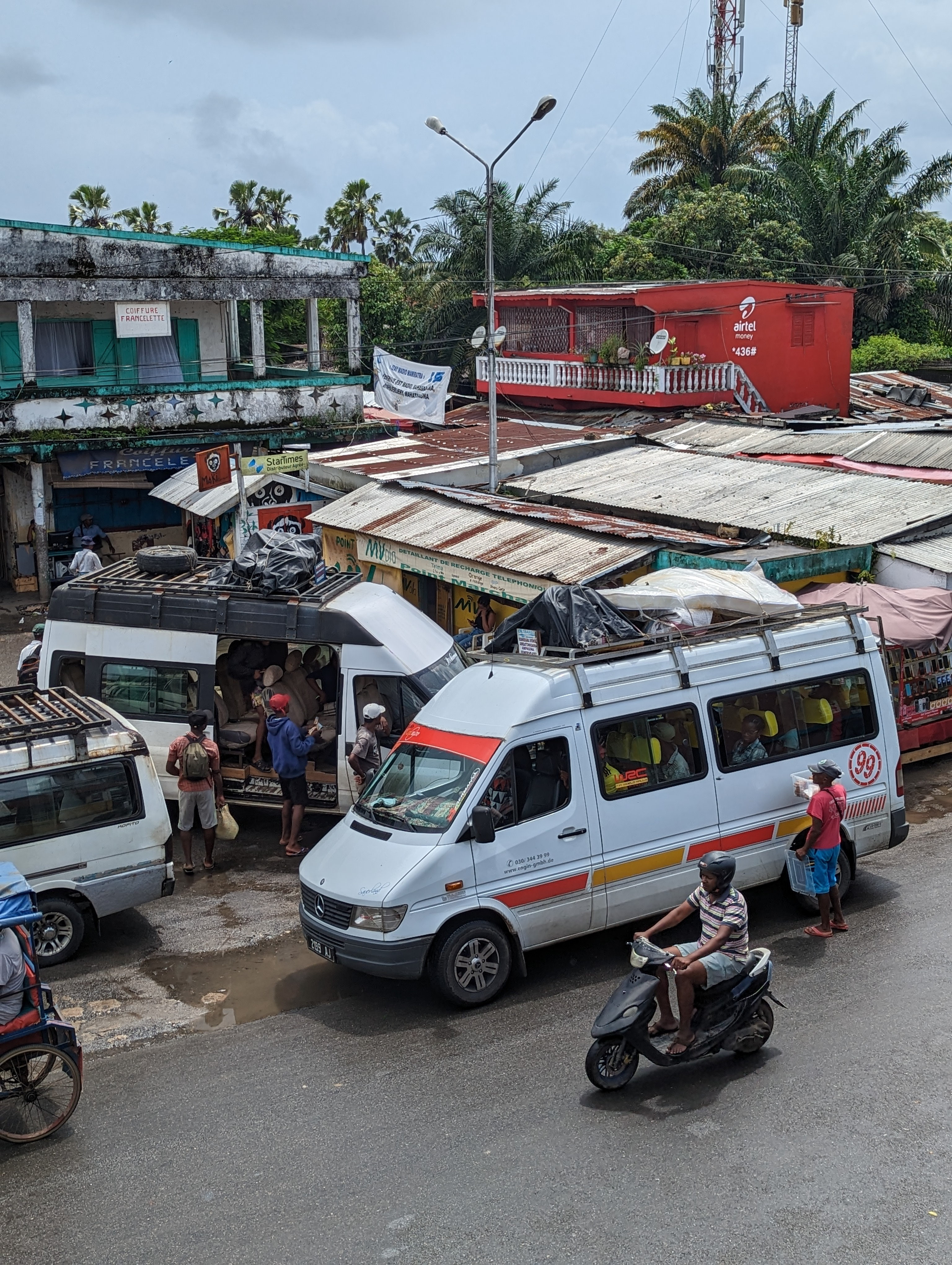
Taxi-brousses
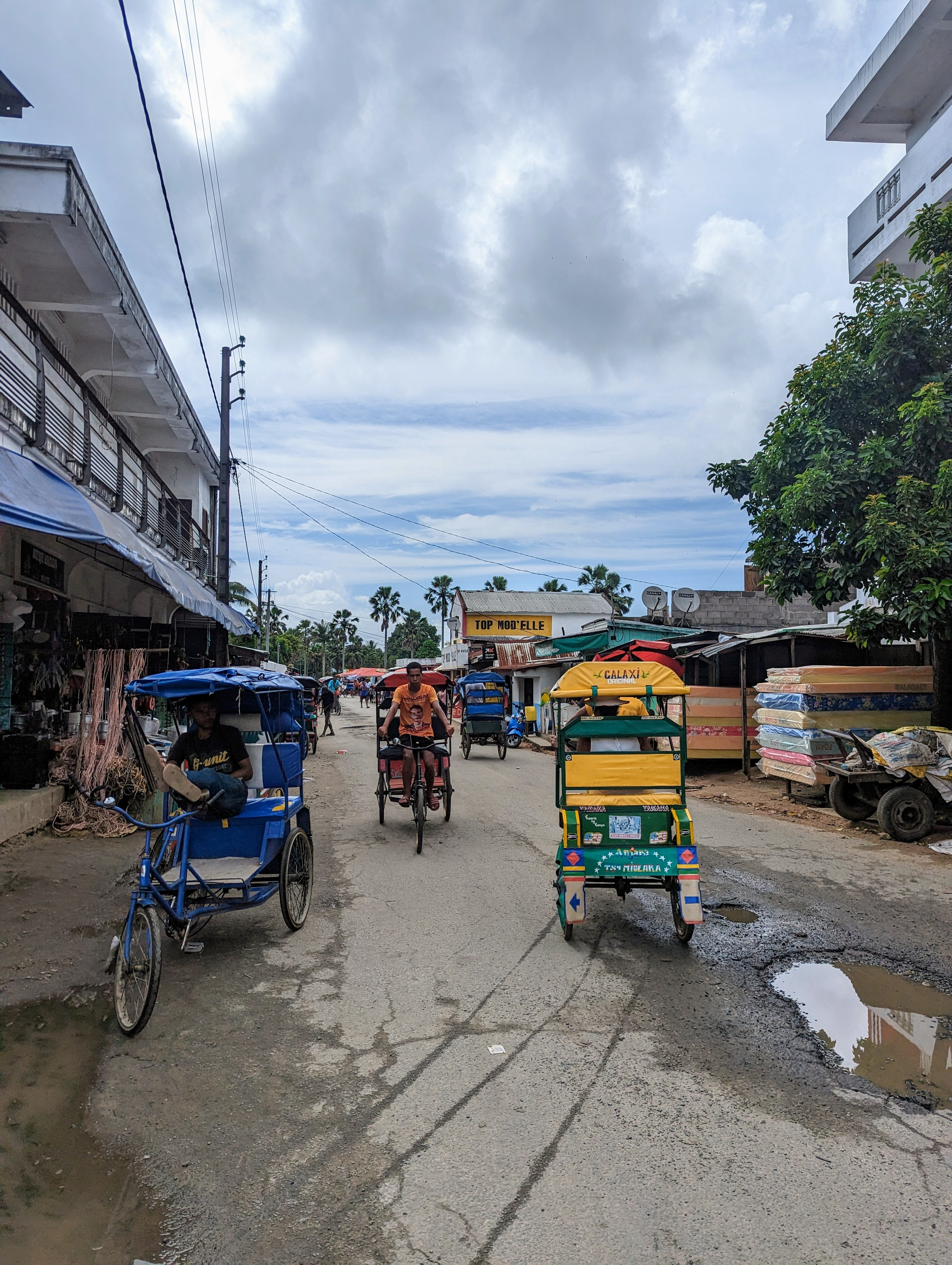
Cyclo-pousses

## Religion
La Cathédrale Saint-Maurice est le siège du diocèse de Fénérive.

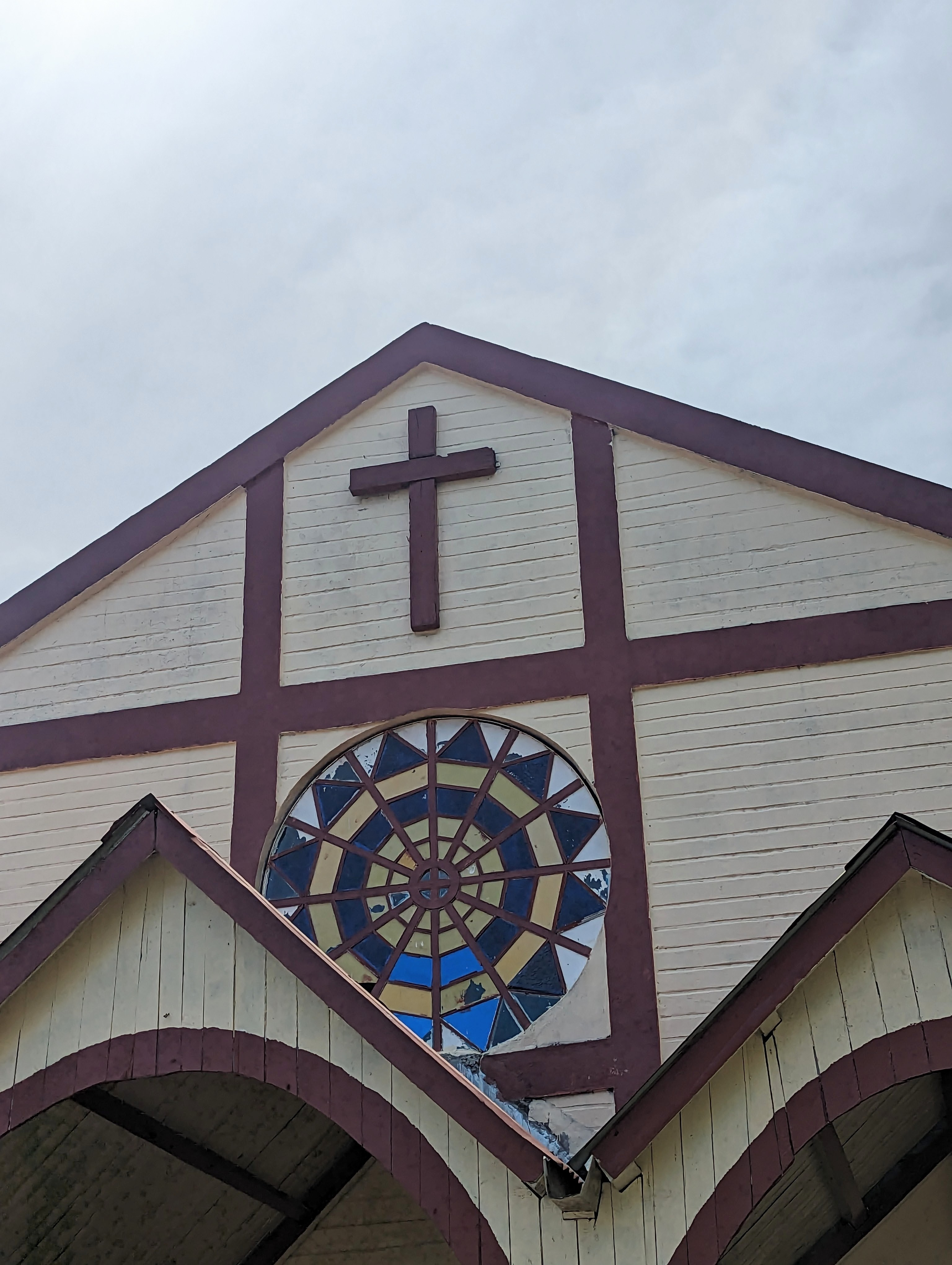
Cathédrale Saint-Maurice
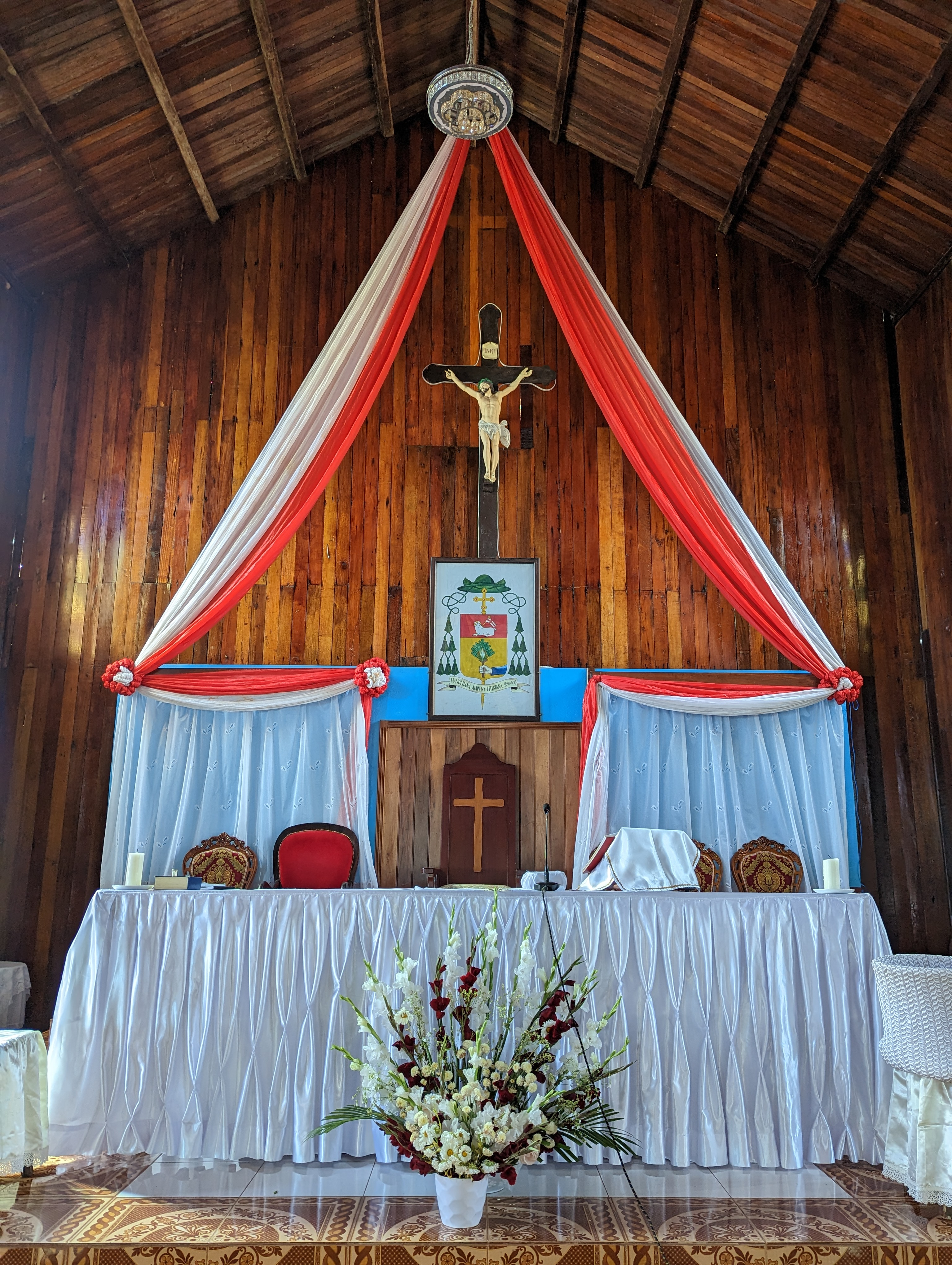
Intérieur de la Cathédrale Saint-Maurice

## Héraldique
Les armoiries de Fénérive-Est arborent un fond bleu, symbolisant l'océan Indien adjacent à la ville. Une bande diagonale jaune, ornée de trois clous de girofle, illustre la principale ressource naturelle de la région. Un soleil dépeint le climat ensoleillé, tandis qu'un navire évoque l'histoire maritime marquée par la présence de pirates. Une couronne dorée surplombant le blason représente des remparts, possiblement en référence au fort de Vohimasina de l'époque.
| Armoiries de Fénérive-Est | en malgache : Betsimisaraka Tsy Misara-Draha Magnano |

## Culture
La salle évènementielle de la ville, le Tranompokonolona, présente quelques évènements chaque année, que ce soit des fêtes ou des spectacles musicaux. 
Le 8 mars 2015, un monument commémoratif dédié à la Journée de la femme a été inauguré sur l'avenue de l'Indépendance. 

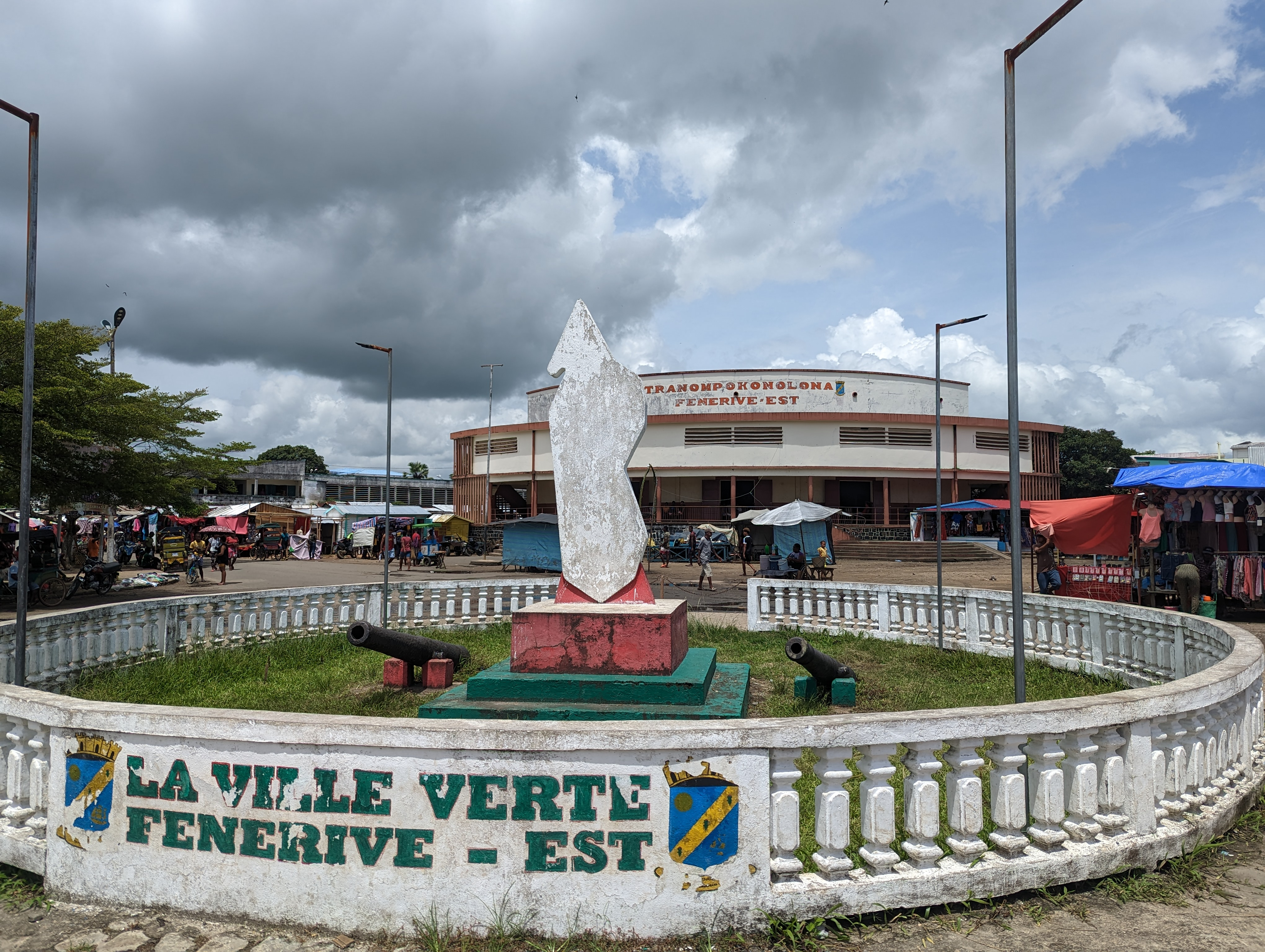
Vue de l'extérieur sur le Tranompokonolona
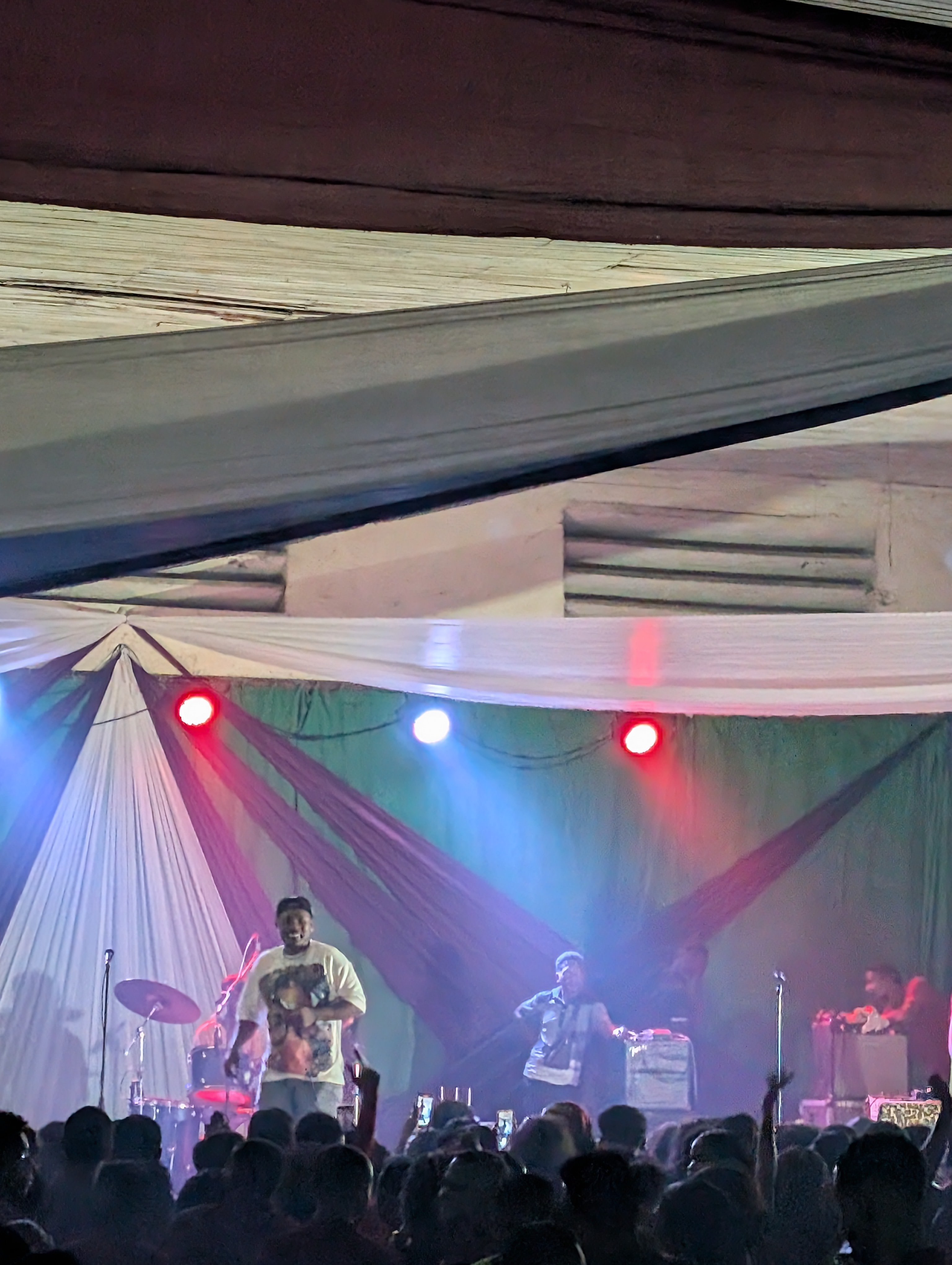
Spectacle au Tranompokonolona
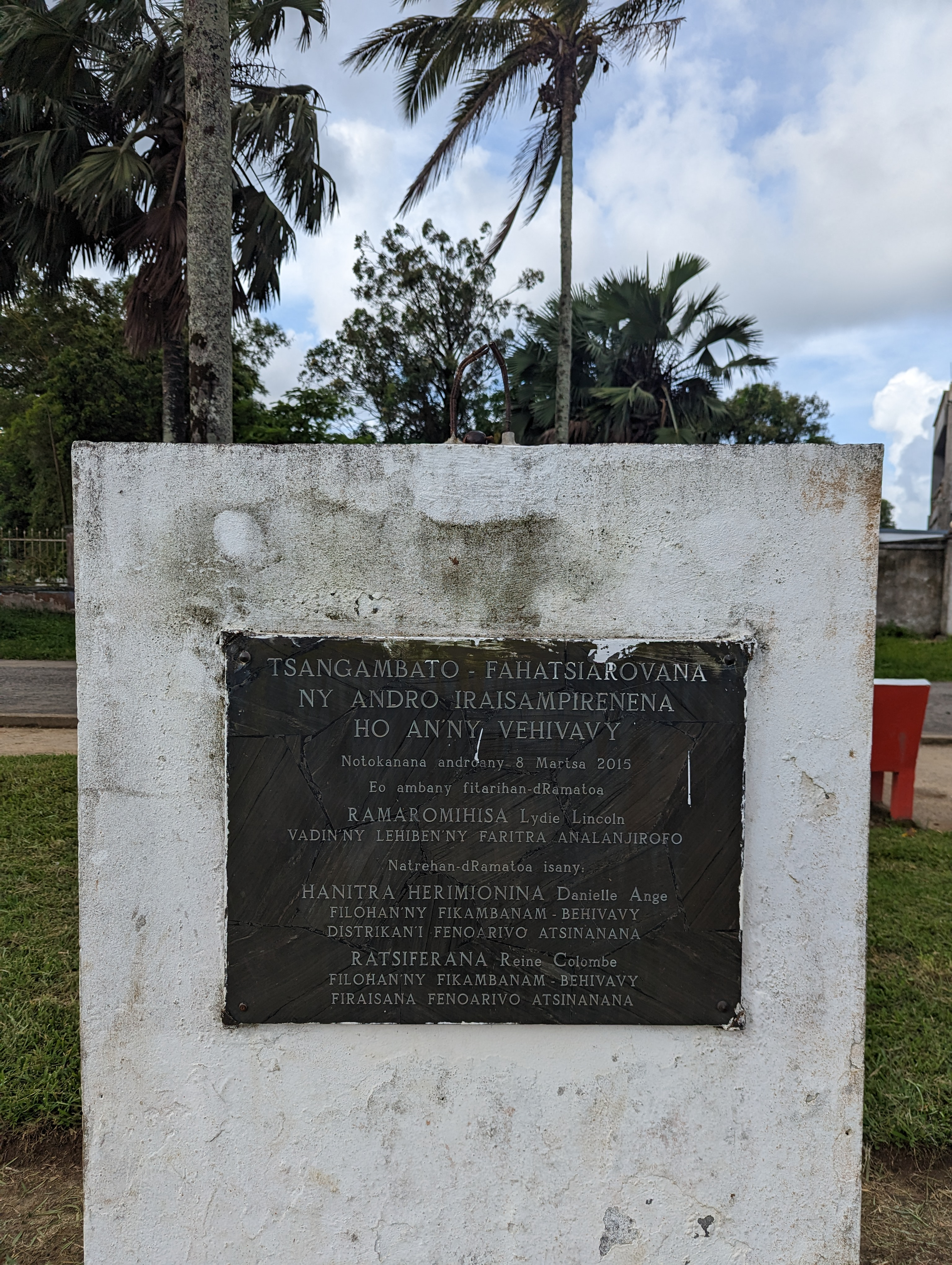
Monument pour la Journée de la femme

### Personnalités de Fénérive-Est
- Jean Freddy, chanteur
- Bertrand Régis Rabemanantsoa, dit Dédé Fénérive, chanteur

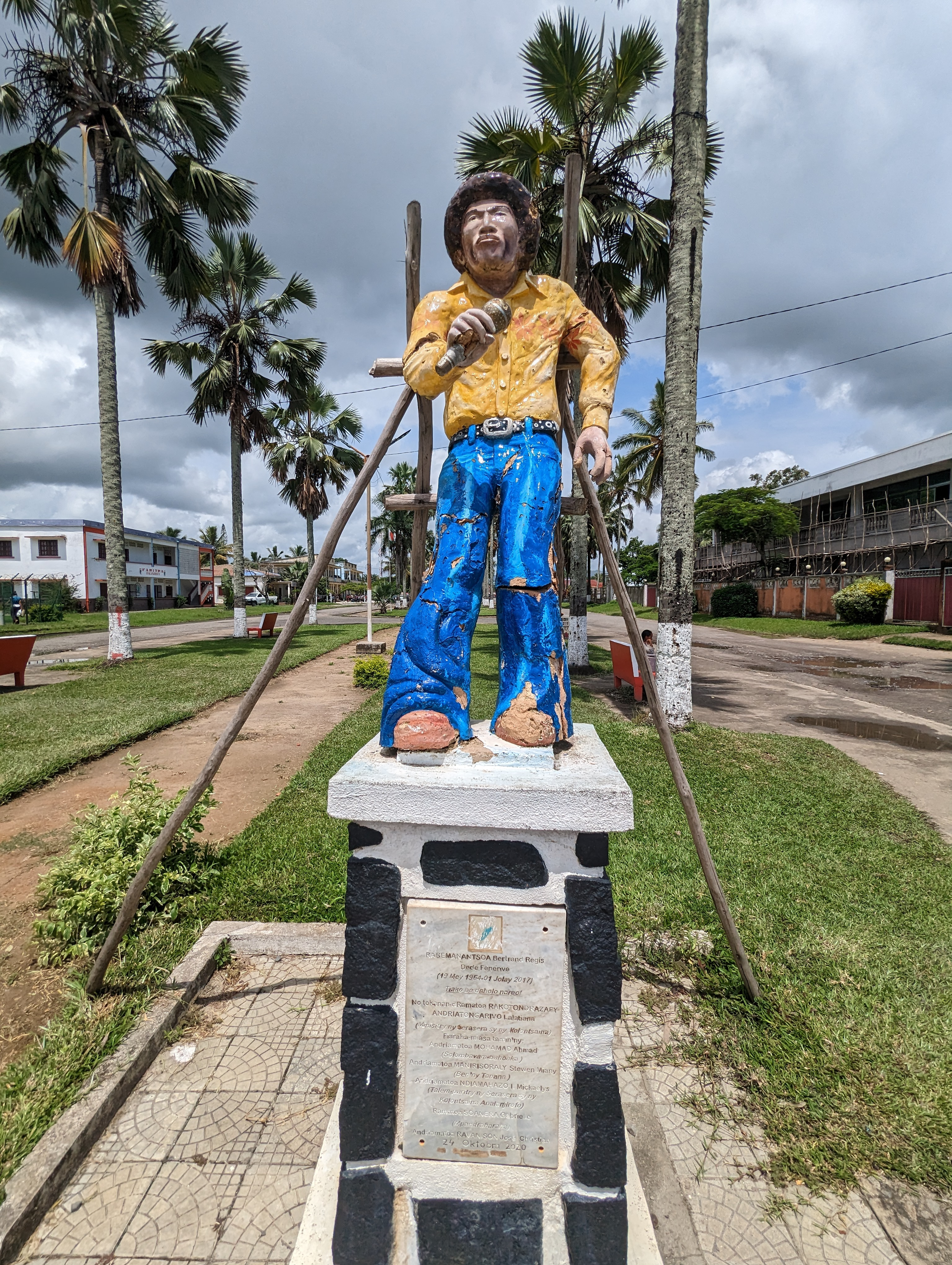
Statue de Dédé Fénérive